# Com lê

Hai bộ com lê màu xanh và màu xám tại một cửa tiệm.

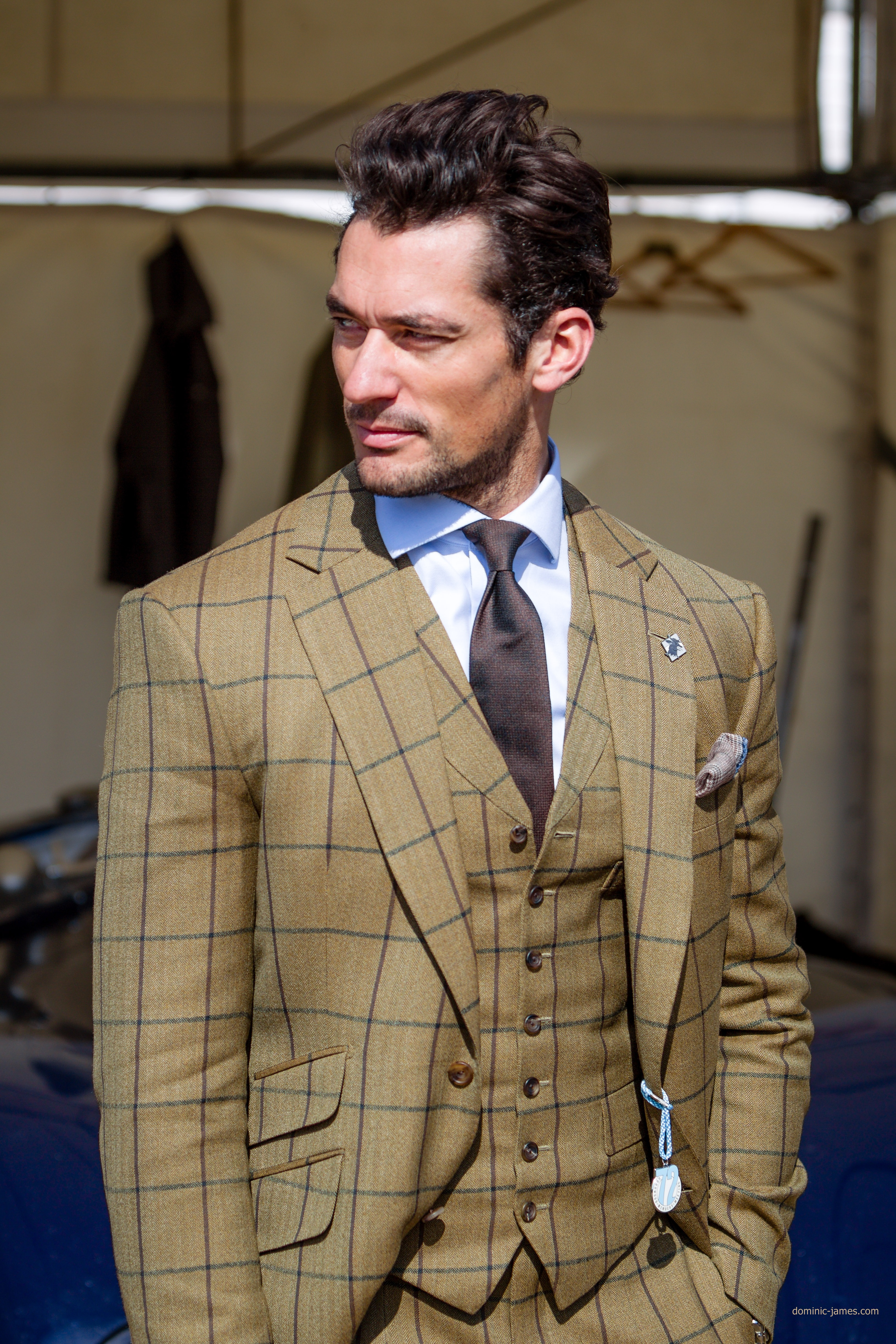
David Gandy mặc com-lê ba mảnh của Gieves & Hawkes.

Com lê (cũng viết là com-lê, complê, comple-veston, vay mượn từ tiếng Pháp: complet) hay còn gọi là bộ Âu phục hay bộ suit (xuất phát từ tiếng Anh), là một bộ trang phục cho nam giới bao gồm nguyên bộ áo và quần may cùng một loại vải. Com lê mặc cùng với chiếc áo sơ mi, cà vạt (đôi khi mặc với áo gilê gọi là com-lê ba mảnh)
Com-lê được xem là một hình thức thực tế của quần áo trong kinh doanh và không có gì xa lạ đối với mọi người ở công sở, dự tiệc,... Bất kể ngành thời trang đang phát triển, chỉ có một quy luật tồn tại liên quan tới bộ trang phục này: Nó mang đến sự tự tin và tôn lên vẻ đẹp cho người mặc.
Trong văn hóa và nguyên tắc trang phục phương Tây, bộ com lê thuộc cấp thứ ba là trang phục xã giao, xếp dưới trang phục trang trọng, trang phục bán trang trọng và xếp trên trang phục giản dị.

## Lịch sử

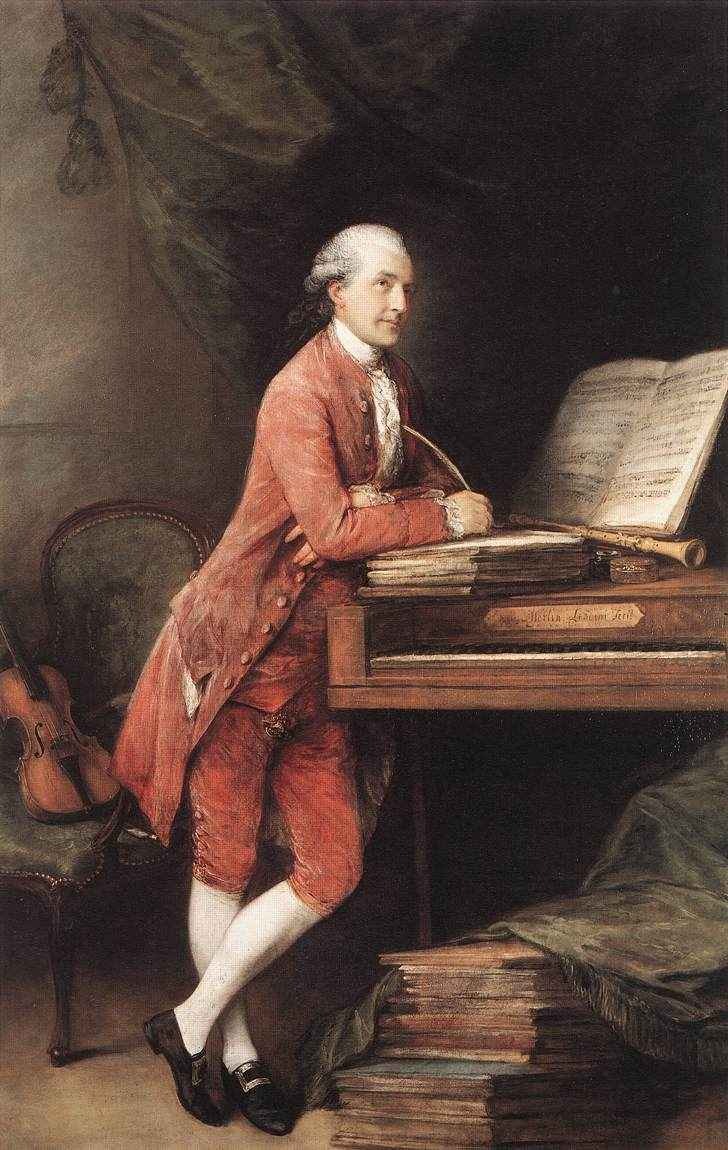
Johann Christian Fisher trong chiếc áo choàng dài, áo ghi lê và quần bó, bức tranh của Thomas Gainsborough, năm 1780.

Bộ trang phục trong các biến thể khác nhau đã là quần áo của nam giới trong 400 năm. Bộ âu phục đã thay đổi nhiều lần với thời gian, nhưng các kết cấu của nó thì hầu như vẫn không thay đổi.

### Veston (vét-tông)

Veston một hàng khuy (trái) và veston hai hàng khuy (phải).

#### Ve áo

Ve áo miệng cá.

Ve áo chữ V.

Ve áo cổ sam.

#### Cúc tay áo

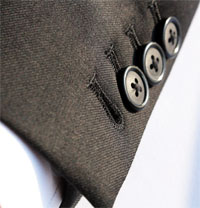
Các cúc tay áo.

#### Túi áo

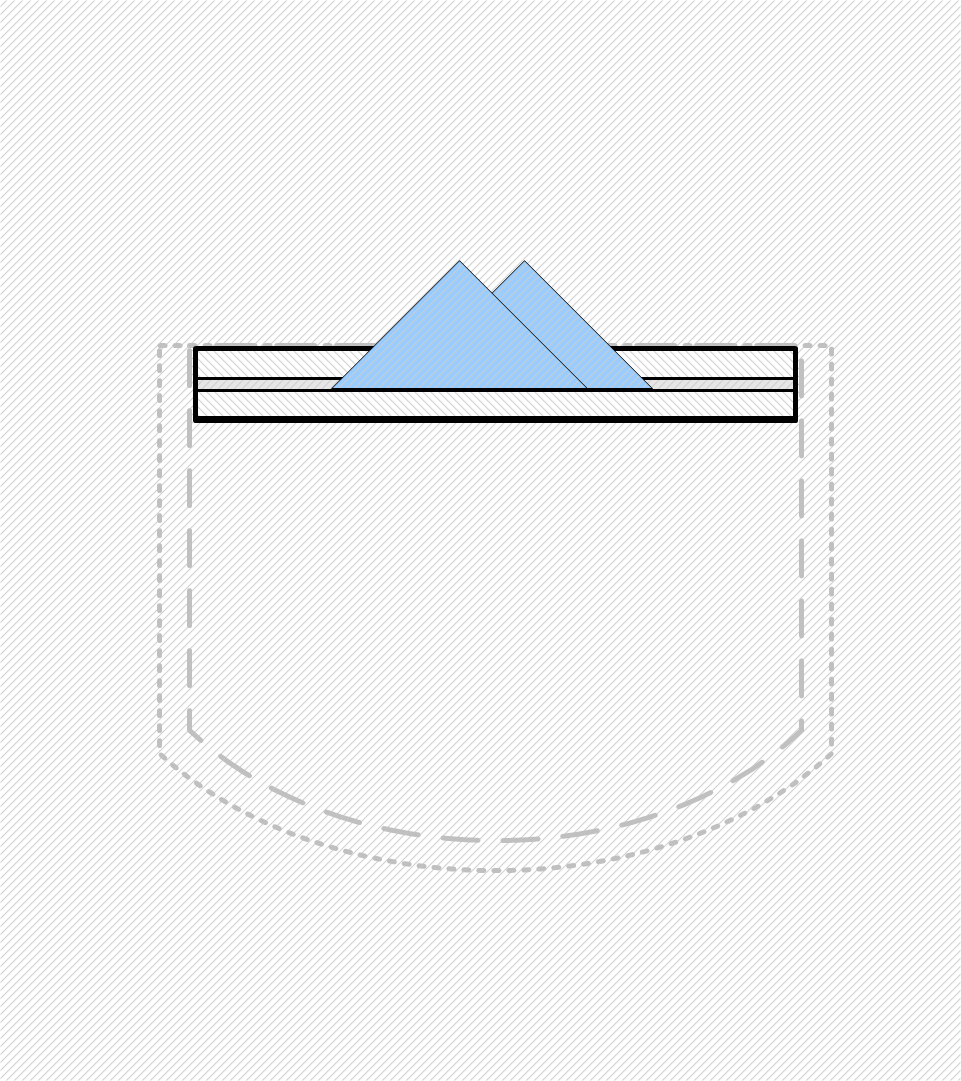
Túi không nắp (hay túi viền).
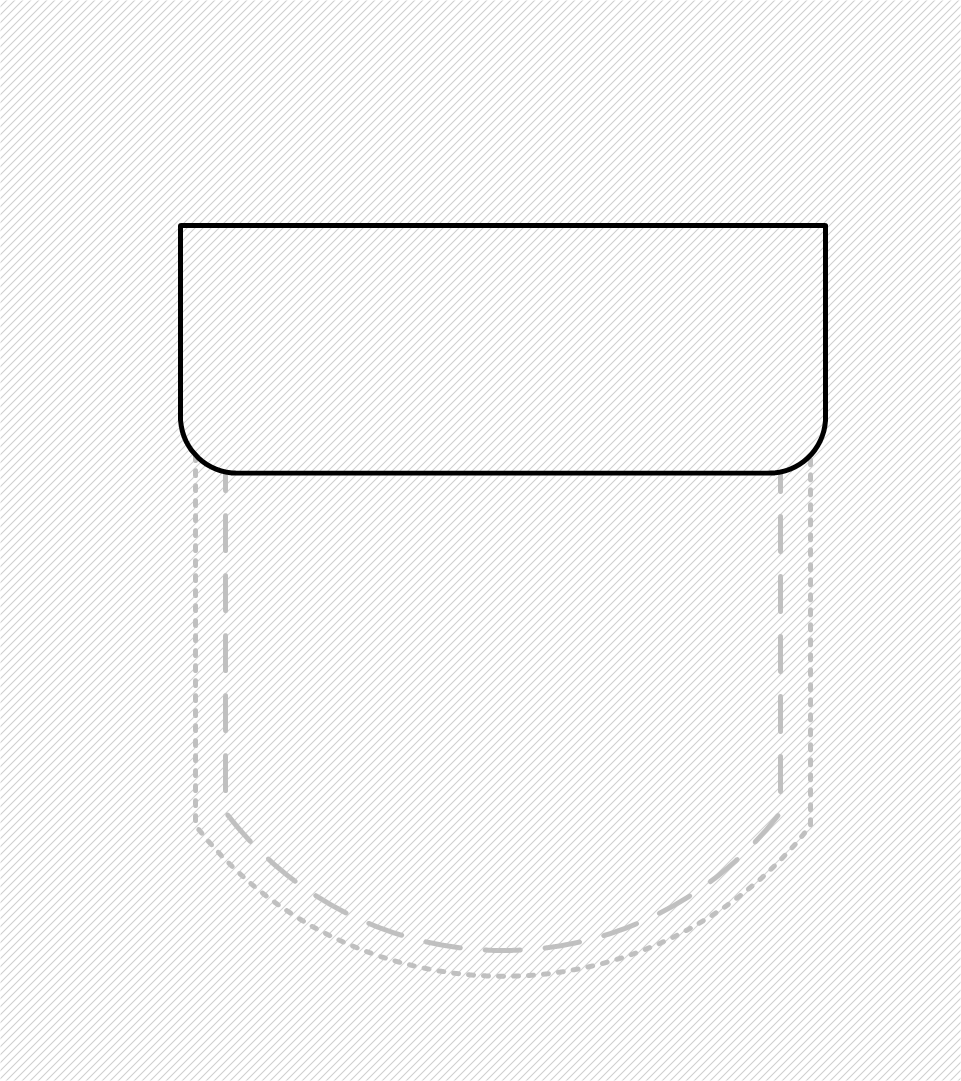
Túi nắp.

### Quần

Minh họa các phần của chiếc quần.

## Com-lê cho phụ nữ

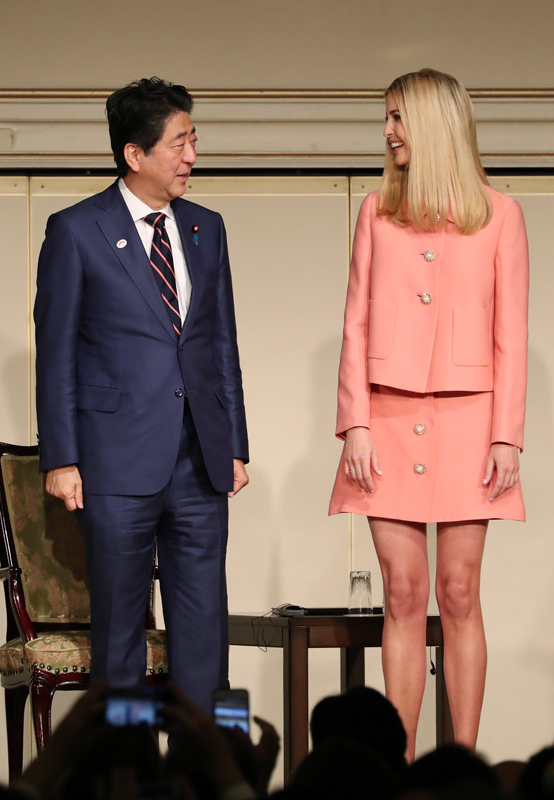
Thủ tướng Nhật Bản Abe Shinzō và Con gái và Cố vấn đầu tiên của Tổng thống Hoa Kỳ Ivanka Trump tham dự Hội nghị Phụ nữ Thế giới tại Tokyo.